# Zatorze (Elbląg)
Zatorze – dzielnica Elbląga, położona na południowym krańcu miasta.

## Położenie
Dzielnica ograniczona jest: od północy ulicą Tysiąclecia, od zachodu ulicami: Zagonową i Malborską, a od wschodu: Skrzydlatą.

## Historia osiedla
W latach 70. wybudowano przy ulicy Malborskiej sześć 10-piętrowych wieżowców. Na Zatorzu znajdują się także garaże powstałe w latach 1978–1981 oraz tzw. „baraki” przy ulicy Skrzydlatej, zamieszkane przez osoby eksmitowane ze swoich dotychczasowych lokali za zaległości w płatnościach.
Na Zatorzu znajduje się także lotnisko Aeroklubu Elbląskiego, które organizuje kursy spadochronowe, szybowcowe i inne. Od niedawna ulica ta należy do dzielnicy Nowe Pole. Na lotnisku tym 6 czerwca 1999 Jan Paweł II odprawił mszę św., w której uczestniczyło ok. 300 000 wiernych.
Przy ulicy Lotniczej znajdują się dawne koszary po Jednostce Wojskowej Nr 3271 oraz osiedle służbowych bloków wojskowych.
Przy ulicy Skrzydlatej klub piłkarski Olimpia Elbląg posiada kompleks boisk, przy tej ulicy znajduje się również Wojewódzki ośrodek ruchu drogowego (WORD).
W okresie od lipca 2017 do października 2018 kosztem 35 mln zł nad torami stacyjnymi powstał wiadukt, o nazwie 100-Lecia Odzyskania Niepodległości, łączący dzielnicę z centrum miasta. Inwestycję zrealizowało konsorcjum gdyńskich firm MTM S.A. i Vistal.

## Edukacja
- Szkoła Podstawowa nr 14 im. Jana Brzechwy
- Przedszkole nr 18

## Komunikacja miejska
Na Zatorze można dotrzeć autobusami komunikacji miejskiej linii numer 13, 15, 17 oraz 19.